# Пожежний, врятуйте мою дитину (фільм, 1918)
Пожежний, врятуйте мою дитину (англ. Fireman, Save My Child) — американська короткометражна кінокомедія режисера Альфреда Дж. Гулдінга 1918 року.

## Сюжет
Гарольд влаштовується працювати пожежником і рятує свою кохану з вогню.

## У ролях
- Гарольд Ллойд
- Снуб Поллард
- Бібі Данієлс
- Вільям Блейсделл
- Семмі Брукс
- Гаррі Барнс
- Біллі Фей
- Гас Леонард
- Альма Максім